# Max Bodenstein
Max Ernst August Bodenstein (ur. 15 lipca 1871 w Magdeburgu, zm. 3 września 1942 w Berlinie) – niemiecki chemik fizyczny. W dziedzinie kinetyki chemicznej wprowadził pojęcie reakcji łańcuchowej. Autor pionierskich prac w kinetyce enzymatycznej. Sukcesor Nernsta (od 1923) jako profesor chemii fizycznej na Uniwersytecie w Berlinie.